# Xiaomi Mi Band
A Xiaomi Mi Band é um pulseira smart fitness produzido pela Xiaomi. A Xiaomi Mi Band foi revelada durante seu evento de lançamento em 22 de julho de 2014 pela própria Xiaomi.

## Design
A Mi Band se assemelha a uma pulseira em seu design, e pode ser usado em ambas mãos, tornozelo ou no pescoço. A localização da band pode ser definida utilizando o aplicativo oficial da Mi Band chamada Mi Fit.
A band contém um núcleo rastreador, que tem em torno de 9 mm de espessura, e 36 mm de comprimento. Ela é inserida em uma pulseira hipoalergênica de TPSiV, que tem anti-UV e propriedades anti-micróbios. O rastreador é inserido num carregador de módulo, que pode ser conectado a uma fonte de alimentação externa de 5.0V. É também chamado de "Xiaomi Fit"

## Especificações
- Monitor fitness e de rastreador de sono[2]
- Suspensão do ciclo de alarme inteligente
- Desbloquear seu Android sem uma senha
- 30 dias de energia em standby
- Resistente à água (IP67)
- 69RMB (aprox. US$13 ou ₹799)[3]
- Alerta vibratório (ligação e notificação)

## Compatibilidade desoftware
Na época do lançamento, a única maneira de usar a Mi Band era utilizando o app Mi Fit produzido pela própria Xiaomi. Como o protocolo foi um sucesso da engenharia reversa, as implementações de software complementares independentes foram criadas por diferentes entusiastas. As implementações não oficiais gratuitas mais comuns para o Android são Gadgetbridge (que também suporta dispositivos Pebble e é focada nas notificações mais do que na adequação a fins) e OpenBand (focada exclusivamente no fitness e não da suporte a notificações desde outubro de 2015). Todas as implementações não-oficial não dependem do app Mi Fit instalado e podem faltar alguns recursos que aplicativo oficial tem, como atualização de firmware via OTA ou a possibilidade de definir diferentes cores de LED. Alguns programas complementares não oficiais também foram escritos para outras plataformas oficialmente não suportadas, como o BlackBerry 10 e o Windows Phone.

## Xiaomi Mi Band Pulse
A Xiaomi, em 7 de novembro de 2015, anunciou o sucessor do Xiaomi Mi Band. O Xiaomi Mi Band 1s, é quase idêntico ao seu antecessor, porém a versão mais recente inclui um sensor de batimento cardíaco, no lado inferior da band. O novo sensor de batimento cardíaco, adiciona um pouco de volume na band com ele medindo 37 × 13.6 × 9.9 mm. A adição do sensor de batimento cardíaco parece ter um pequeno impacto na vida da bateria. A empresa, porém, ainda promete 30 dias de vida da bateria.
A frequência cardíaca é medida por demanda, o 1S não oferece monitoramento contínuo.